# Cockta

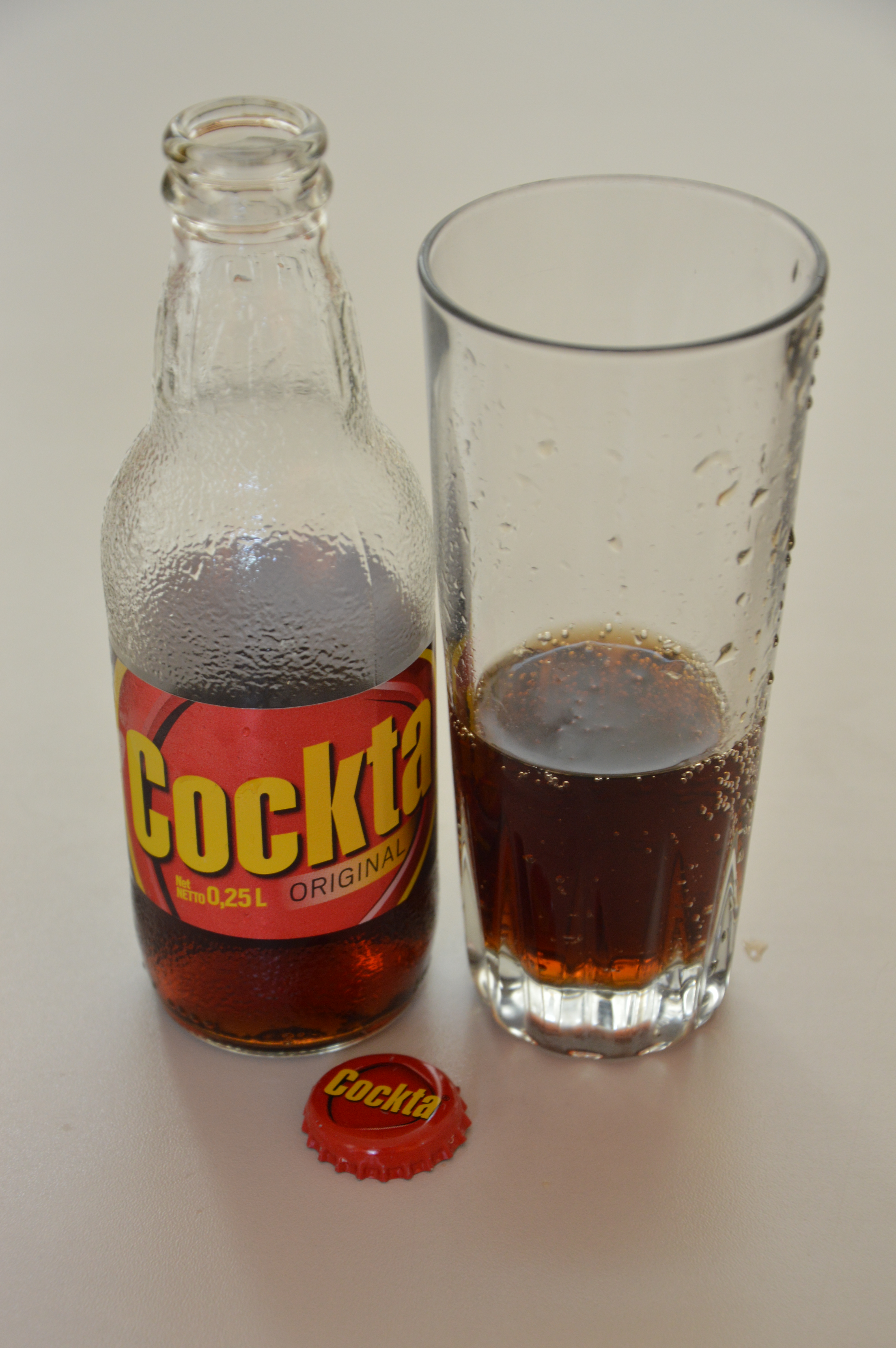
Bouteille de Cockta.

Le Cockta est une boisson slovène au nom, au goût et à l'aspect proches du Coca-Cola. Il fut créé en 1953 par Emerik Zelinka pour remplacer ce dernier au sein de la république fédérative socialiste de Yougoslavie.
Le Cockta ne contient ni caféine, ni phosphore. Il est constitué d'un mélange de onze plantes dont l'églantine. 
Au moment de l'indépendance, en 1991, ce breuvage avait presque disparu, mais une certaine forme d'ostalgie lui a permis de reprendre son essor. Ainsi, les ventes de Cockta sont sur le point d'égaler celles du Coca-Cola en Slovénie. Le Cockta semble aussi avoir le vent en poupe dans les autres anciennes républiques de l'ex-Yougoslavie, surtout en Serbie.